# Cho In-joo
Cho In-joo (* 13. April 1969 in Damyang County, Südkorea) ist ein südkoreanischer Boxer im Superfliegengewicht.

## Profikarriere
1992 begann er erfolgreich seine Profikarriere. Am 29. August 1998 boxte er gegen Gerry Peñalosa um den Weltmeistertitel des Verbandes WBC und siegte durch geteilte Punktrichterentscheidung. Diesen Titel verteidigte er insgesamt fünf Mal und verlor ihn im August 2000 an Masamori Tokuyama nach Punkten. 
Nachdem er auch den direkten Rückkampf gegen Tokuyama – welcher am 20. Mai des darauffolgenden Jahres stattfand – verlor, beendete er seine Karriere.